# Indios de Mayagüez 2024 (pallavolo)
Questa voce raccoglie le informazioni riguardanti gli Indios de Mayagüez nelle competizioni ufficiali della stagione 2024.

## Stagione
I Indios de Mayagüez partecipano al loro ventiquattresimo campionato di Liga de Voleibol Superior Masculino: dopo il quarto posto in regular season nella sezione Isla, vengono eliminati ai quarti di finale dai Mets de Guaynabo.

## Organigramma societario
Area direttiva
- Presidente: Karimar Guilloty

Area tecnica
- Primo allenatore: Brian Santiago (fino a settembre), Juan Lacéٞn (da settembre)

## Rosa
| N° | Nome              | Ruolo | Data di nascita  | Nazionalità sportiva |
| -- | ----------------- | ----- | ---------------- | -------------------- |
| 1  | José Guilloty     | P     | 12 aprile 1977   | Porto Rico           |
| 3  | Abraham Tamayo    | C     | 10 luglio 2000   | Porto Rico           |
| 4  | Jonathan Andrews  | S     | 5 luglio 1990    | Porto Rico           |
| 4  | Zachary Meyer     | S     | 5 settembre 1997 | Stati Uniti          |
| 5  | Gabriel Colón     | O     | 2 maggio 2000    | Porto Rico           |
| 6  | Geraldo Rivera    | S     | 6 dicembre 1999  | Porto Rico           |
| 7  | Noah Meléndez     | L     | 9 gennaio 2000   | Porto Rico           |
| 8  | Jan Solivan       | O     | 25 febbraio 1998 | Porto Rico           |
| 9  | Sebastián Obrador | P     | 8 settembre 2000 | Porto Rico           |
| 10 | Jovanny Torres    | S     | 8 giugno 1999    | Porto Rico           |
| 11 | Antonio Delgado   | L     | 3 maggio 1999    | Porto Rico           |
| 11 | Derick Meléndez   | O     | 2 luglio 2000    | Porto Rico           |
| 12 | Javier Gómez      | S     | 16 febbraio 2001 | Porto Rico           |
| 15 | Ignacio Aldebol   | S     | 4 aprile 2001    | Porto Rico           |
| 16 | Jair Santiago     | O     | 24 agosto 1995   | Porto Rico           |
| 17 | Ever Cancel       | C     | 24 gennaio 2001  | Porto Rico           |
| 20 | Rafael Cora       | C     | 2 luglio 2000    | Porto Rico           |

## Mercato
| Acquisti                               | Acquisti          | Acquisti              | Acquisti   |
| R.                                     | Nome              | da                    | Modalità   |
| -------------------------------------- | ----------------- | --------------------- | ---------- |
| S                                      | Ignacio Aldebol   | Católica              | definitivo |
| C                                      | Ever Cancel       | Plataneros de Corozal | definitivo |
| S                                      | Javier Gómez      | UPR Mayagüez          | definitivo |
| P                                      | Sebastián Obrador | -                     | definitivo |
| S                                      | Jovanny Torres    | Cafeteros de Yauco    | definitivo |
| Trasferimenti nel corso della stagione |                   |                       |            |
| O                                      | Derick Meléndez   | ?                     | definitivo |
| S                                      | Zachary Meyer     | LISSP Calais          | definitivo |
| O                                      | Jair Santiago     | Gigantes de Carolina  | definitivo |

| Cessioni                               | Cessioni            | Cessioni                 | Cessioni   |
| R.                                     | Nome                | a                        | Modalità   |
| -------------------------------------- | ------------------- | ------------------------ | ---------- |
| C                                      | Manuel Blondet      | Mets de Guaynabo         | definitivo |
| O                                      | Pablo Cruz          | -                        | ritirato   |
| L                                      | Jesús Cruz          | -                        | ritirato   |
| S                                      | Johan León          | Caribes de San Sebastián | definitivo |
| P                                      | Luzgardo Liciaga    | Plataneros de Corozal    | definitivo |
| O                                      | Jalen Penrose       | Caribes de San Sebastián | definitivo |
| S                                      | Christian Rodríguez | -                        | ritirato   |
| Trasferimenti nel corso della stagione |                     |                          |            |
| S                                      | Jonathan Andrews    | -                        | svincolato |
| L                                      | Antonio Delgado     | -                        | svincolato |
| O                                      | Jan Solivan         | Gigantes de Carolina     | definitivo |

## Risultati

### LVSM

#### Regular season
| 2 agosto 2024 Coliseo Luis Aymat Cardona, San Sebastián      | Caribes de San Sebastián | 3 - 0 | Indios de Mayagüez       | 25-13, 25-15, 25-22               |
| 4 agosto 2024 Palacio de Recreación y Deportes, Mayagüez     | Indios de Mayagüez       | 0 - 3 | Gigantes de Adjuntas     | 21-25, 17-25, 20-25               |
| 9 agosto 2024 Coliseo Gelito Ortega, Naranjito               | Changos de Naranjito     | 3 - 1 | Indios de Mayagüez       | 25-19, 25-19, 24-26, 25-18        |
| 11 agosto 2024 Palacio de Recreación y Deportes, Mayagüez    | Indios de Mayagüez       | 1 - 3 | Mets de Guaynabo         | 18-25, 26-28, 25-15, 26-28        |
| 17 agosto 2024 Palacio de Recreación y Deportes, Mayagüez    | Indios de Mayagüez       | 1 - 3 | Gigantes de Carolina     | 25-22, 18-25, 21-25, 14-25        |
| 22 agosto 2024 Coliseo Rafael Llull Pérez, Adjuntas          | Gigantes de Adjuntas     | 3 - 1 | Indios de Mayagüez       | 25-19, 25-19, 24-26, 26-24        |
| 29 agosto 2024 Coliseo Raúl "Pipote" Oliveras, Yauco         | Cafeteros de Yauco       | 3 - 0 | Indios de Mayagüez       | 25-22, 25-19, 25-21               |
| 6 settembre 2024 Palacio de Recreación y Deportes, Mayagüez  | Indios de Mayagüez       | 0 - 3 | Changos de Naranjito     | 14-25, 13-25, 11-25               |
| 8 settembre 2024 Palacio de Recreación y Deportes, Mayagüez  | Indios de Mayagüez       | 2 - 3 | Gigantes de Adjuntas     | 19-25, 25-23, 25-20, 11-25, 10-15 |
| 12 settembre 2024 Palacio de Recreación y Deportes, Mayagüez | Indios de Mayagüez       | 0 - 3 | Caribes de San Sebastián | 24-26, 21-25, 32-34               |
| 15 settembre 2024 Coliseo Guillermo Angulo, Carolina         | Gigantes de Carolina     | 3 - 0 | Indios de Mayagüez       | 25-19, 25-18, 25-19               |
| 20 settembre 2024 Coliseo Rafael Llull Pérez, Adjuntas       | Gigantes de Adjuntas     | 3 - 0 | Indios de Mayagüez       | 25-23, 25-21, 33-31               |
| 22 settembre 2024 Palacio de Recreación y Deportes, Mayagüez | Indios de Mayagüez       | 1 - 3 | Plataneros de Corozal    | 25-14, 23-25, 13-25, 22-25        |
| 27 settembre 2024 Coliseo Raúl "Pipote" Oliveras, Yauco      | Cafeteros de Yauco       | 3 - 2 | Indios de Mayagüez       | 25-15, 23-25, 25-19, 20-25, 15-13 |
| 4 ottobre 2024 Coliseo Luis Aymat Cardona, San Sebastián     | Caribes de San Sebastián | 3 - 0 | Indios de Mayagüez       | 25-20, 25-18, 25-15               |
| 6 ottobre 2024 Palacio de Recreación y Deportes, Mayagüez    | Indios de Mayagüez       | 1 - 3 | Cafeteros de Yauco       | 25-23, 21-25, 23-25, 22-25        |
| 8 ottobre 2024 Coliseo Mario Morales, Guaynabo               | Mets de Guaynabo         | 3 - 0 | Indios de Mayagüez       | 27-25, 25-15, 25-18               |
| 11 ottobre 2024 Coliseo Mario Morales, Guaynabo              | Plataneros de Corozal    | 3 - 1 | Indios de Mayagüez       | 23-25, 25-22, 25-19, 25-18        |
| 13 ottobre 2024 Palacio de Recreación y Deportes, Mayagüez   | Indios de Mayagüez       | 0 - 3 | Caribes de San Sebastián | 17-25, 19-25, 18-25               |
| 18 ottobre 2024 Palacio de Recreación y Deportes, Mayagüez   | Indios de Mayagüez       | 1 - 3 | Cafeteros de Yauco       | 22-25, 24-26, 25-22, 19-25        |

#### Play-off
| Quarti di finale (gara 1) - 23 ottobre 2024 Coliseo Mario Morales, Guaynabo            | Mets de Guaynabo   | 3 - 1 | Indios de Mayagüez | 27-29, 25-20, 25-20, 25-12       |
| Quarti di finale (gara 2) - 25 ottobre 2024 Palacio de Recreación y Deportes, Mayagüez | Indios de Mayagüez | 2 - 3 | Mets de Guaynabo   | 20-25, 25-23, 17-25, 25-21, 7-15 |
| Quarti di finale (gara 3) - 27 ottobre 2024 Coliseo Mario Morales, Guaynabo            | Mets de Guaynabo   | 3 - 1 | Indios de Mayagüez | 27-25, 22-25, 25-19, 25-12       |

## Statistiche

### Statistiche di squadra
| Competizione | Punti | In casa | In casa | In casa | In trasferta | In trasferta | In trasferta | Totale | Totale | Totale |
| Competizione | Punti | G       | V       | P       | G            | V            | P            | G      | V      | P      |
| ------------ | ----- | ------- | ------- | ------- | ------------ | ------------ | ------------ | ------ | ------ | ------ |
| LVSM         | 2     | 11      | 0       | 11      | 12           | 0            | 12           | 23     | 0      | 23     |
| Totale       | -     | 11      | 0       | 11      | 12           | 0            | 12           | 23     | 0      | 23     |

G = partite giocate; V = partite vinte; P = partite perse

### Statistiche dei giocatori
Dati non disponibili.